# Saison 2 de Wolfblood
Chronologie
Saison 1 Saison 3
La deuxième saison de Wolfblood : Le Secret des loups a été diffusée sur CBBC à partir du 9 septembre 2013.

## Distribution

### Acteurs principaux
- Aimee Kelly (VF : Claire Tefnin) : Maddy Smith
- Bobby Lockwood (VF : Antonio Lo Presti) : Rhydian Morris
- Louisa Connolly-Burnham (VF : Cathy Boquet) : Shannon Kelly
- Kedar Williams-Stirling (VF : Grégory Praet) : Thomas « Tom » Okana

## Épisodes

### Épisode 1:Le Retour de Rhydian
- Royaume-Uni : 9 septembre 2013 sur CBBC
- France,  Suisse,  Belgique : date inconnue sur Disney Channel

### Épisode 2:L'Inconnu
- Royaume-Uni : 10 septembre 2013 sur CBBC

### Épisode 3:Le Squelette
- Royaume-Uni : 16 septembre 2013 sur CBBC

### Épisode 4:La Reine de la Lune
- Royaume-Uni : 17 septembre 2013 sur CBBC

### Épisode 5:Anciennes Rancunes
- Royaume-Uni : 23 septembre 2013 sur CBBC

### Épisode 6:Le Chasseur de loup-garou
- Royaume-Uni : 24 septembre 2013 sur CBBC

### Épisode 7:La Campagne électorale
- Royaume-Uni : 30 septembre 2013 sur CBBC

### Épisode 8:Aux grands maux, les grands remèdes
- Royaume-Uni : 1er octobre 2013 sur CBBC

### Épisode 9:Pour une danse…
- Royaume-Uni : 7 octobre 2013 sur CBBC

### Épisode 10:La Course d'orientation
- Royaume-Uni : 8 octobre 2013 sur CBBC

### Épisode 11:Le Dilemme
- Royaume-Uni : 14 octobre 2013 sur CBBC

### Épisode 12:Nouveau Départ
- Royaume-Uni : 15 octobre 2013 sur CBBC

### Épisode 13:La Découverte
- Royaume-Uni : 21 octobre 2013 sur CBBC